# Amar Dedić
Amar Dedić (Zell am See, 2002. augusztus 18. –) osztrák születésű bosnyák válogatott labdarúgó, a Benfica játékosa.

## Pályafutása

### Klubcsapatokban
A LUV Graz, a Sturm Graz és a Red Bull Salzburg korosztályos csapataiban nevelkedett. 2019 augusztusában írta alá az első profi szerződését a Salzburggal 2022 májusáig. 2019. július 26-án mutatkozott be 16 évesen a Liefering csapatában az Amstetten ellen. 2020. június 19-én első bajnoki gólját is megszerezte a Dornbirn ellen. Egy hónap múlva 4 évvel meghosszabbította a szerződését. Szeptember 9-én mutatkozott be a Red Bull Salzburg csapatában a Bregenz elleni kupa-mérkőzésen. 2021 júniusában kölcsönbe került egy szezonra a Wolfsberger csapatához. Július 25-én mutatkozott be az Austria Klagenfurt ellen 1–1-re végződő Osztrák Bundesliga találkozón. Augusztus 21-én első gólját szerezte meg az Admira Wacker ellen 3–0-ra megnyert bajnoki mérkőzésen.
2022. augusztus 6-án debütált a Salzburg színeiben a Hartberg ellen 2–0-ra megnyert bajnoki találkozón. Szeptember 6-án az olasz AC Milan elleni 1–1-re végződő mérkőzésen az UEFA-bajnokok ligájában is debütált. Október 19-én a kupában megszerezte az első gólját a Salzburg színeiben az Admira Wacker ellen. 2023 januárjában 2027. június 30-ig meghosszabbította szerződését a klubbal. Május 21-én megszerezte első bajnoki gólját a Sturm Graz ellen, ezzel a győzelemmel a bajnokságot is megnyerte csapatával.
2025 februárjában a francia Olympique Marseille csapatához igazolt kölcsönbe, vételi opcióval. Február 9-én az Angers ellen debütált.
2025. július 14-én ötéves szerződést kötött a portugál Benfica csapatával.

### A válogatottban
Többszörös bosnyák korosztályos válogatott labdarúgó. 2022 márciusában kapott először meghívót a felnőtt válogatottba, Grúzia és Luxemburg elleni barátságos mérkőzésekre. Március 29-én az utóbbi ellen mutatkozott be, egy félidőt kapott. 2023. március 23-án megszerezte első válogatott gólját a 2024-es labdarúgó-Európa-bajnokság selejtező mérkőzésen Izland ellen.

## Statisztikái

### Klub
2025. május 25-i állapotnak megfelelően.
| Klub                | Szezon   | Bajnokság          | Bajnokság | Bajnokság | Kupa  | Kupa  | Nemzetközi | Nemzetközi | Összesen | Összesen |
| Klub                | Szezon   | Osztály            | Mérk.     | Gólok     | Mérk. | Gólok | Mérk.      | Gólok      | Mérk.    | Gólok    |
| ------------------- | -------- | ------------------ | --------- | --------- | ----- | ----- | ---------- | ---------- | -------- | -------- |
| Liefering           | 2019–20  | 2. Liga            | 24        | 2         | –     | –     | –          | –          | 24       | 2        |
| Liefering           | 2020–21  | 2. Liga            | 26        | 0         | –     | –     | –          | –          | 26       | 0        |
| Liefering           | Összesen | Összesen           | 50        | 2         | 0     | 0     | 0          | 0          | 50       | 2        |
| Red Bull Salzburg   | 2020–21  | Osztrák Bundesliga | 0         | 0         | 1     | 0     | 0          | 0          | 1        | 0        |
| Red Bull Salzburg   | 2022–23  | Osztrák Bundesliga | 27        | 1         | 3     | 2     | 8          | 0          | 38       | 3        |
| Red Bull Salzburg   | 2023–24  | Osztrák Bundesliga | 21        | 3         | 4     | 2     | 6          | 0          | 31       | 5        |
| Red Bull Salzburg   | 2024–25  | Osztrák Bundesliga | 12        | 0         | 2     | 0     | 11         | 0          | 25       | 0        |
| Red Bull Salzburg   | 2025–26  | Osztrák Bundesliga | 0         | 0         | 0     | 0     | 0          | 0          | 0        | 0        |
| Red Bull Salzburg   | Összesen | Összesen           | 60        | 4         | 10    | 4     | 25         | 0          | 95       | 8        |
| Wolfsberger         | 2021–22  | Osztrák Bundesliga | 32        | 2         | 5     | 1     | –          | –          | 37       | 3        |
| Wolfsberger         | Összesen | Összesen           | 32        | 2         | 5     | 1     | 0          | 0          | 37       | 3        |
| Olympique Marseille | 2024–25  | Ligue 1            | 10        | 0         | –     | –     | –          | –          | 10       | 0        |
| Olympique Marseille | Összesen | Összesen           | 10        | 0         | 0     | 0     | 0          | 0          | 10       | 0        |
| SL Benfica          | 2025–26  | Osztrák Bundesliga | 0         | 0         | 0     | 0     | 0          | 0          | 0        | 0        |
| SL Benfica          | Összesen | Összesen           | 0         | 0         | 0     | 0     | 0          | 0          | 0        | 0        |
| Összesen            | Összesen | Összesen           | 152       | 8         | 15    | 5     | 25         | 0          | 192      | 13       |

### Válogatott
2025. június 10-i állapotnak megfelelően.
| Nemzet              | Év       | Mérk. | Gólok |
| ------------------- | -------- | ----- | ----- |
| Bosznia-Hercegovina | 2022     | 3     | 0     |
| Bosznia-Hercegovina | 2023     | 9     | 1     |
| Bosznia-Hercegovina | 2024     | 4     | 0     |
| Bosznia-Hercegovina | 2025     | 4     | 0     |
| Összesen            | Összesen | 20    | 1     |

## Sikerei, díjai
- Red Bull Salzburg
  - Osztrák Bundesliga: 2022–23
  - Osztrák kupa: 2020–21

## Külső hivatkozások
- Amar Dedić adatlapja a Kicker oldalon (németül)
- Amar Dedić adatlapja a Transfermarkt oldalon (angolul)
- Amar Dedić adatlapja a Soccerway oldalon (angolul)